# Vlade Divac
Vlade Divac (srbsko Владе Дивац), srbski košarkar, * 3. februar 1968, Prijepolje, Srbija, Jugoslavija.
Divac je svojo kariero začel v klubu KK Sloga leta 1983, leta 1986 je prestopil v KK Partizan. Leta 1989 je bil kot 26. izbran na naboru lige NBA s strani kluba Los Angeles Lakers, za katerega je zaigral isto leto. V klubu je ostal do leta 1996, ko je prestopil v Charlotte Hornetse, leta 1999 je krajši čas igral za KK Crvena zvezda, sredi sezone se je vrnil v NBA k Sacramento Kingsom, ob zaključku sezone pa je ponovno zaigral za Lakerse. Divac spada v skupino prvih evropskih košarkarjev, ki so konec osemdesetih prestopili v ligo NBA. Je eden izmet šesterice košarkarjev, ki so v zgodovini lige NBA presegli 13.000 točk, 9.000 skokov, 3.000 podaj in 1.500 blokad. 
Z jugoslovansko reprezentanco je osvojil naslov olimpijskega podprvaka na Olimpijskih igrah 1988 v Seulu, naslov svetovnega prvaka na Svetovnem prvenstvu 1990 in bron leta  1986 ter naslova evropskega prvaka v letih 1989 in 1991 ter bron leta 1987. Z reprezentanco Zvezne republike Jugoslavije pa je osvojil naslov olimpijskega podprvaka na Olimpijskih igrah 1996 v Atlanti, naslov svetovnega prvaka leta 2002 ter naslov evropskega prvaka leta 1995 in bron leta 1999.
Leta 2010 je bil sprejet v Mednarodni košarkarski hram slavnih. V klubu Sacramento Kings so upokojili njegov dres s številko 21.